# Ian Meadows
Ian Meadows (Collie, Western Australia, 4 de febrero de 1983) es un actor y escritor australiano, más conocido por haber interpretado a Rocco Cooper en la serie Home and Away.

## Biografía
Ian es el mediano de tres hermanos, Ross Meadows y la presentadora Neroli Meadows. Es nieto del arquitecto Paul Ritter.
Estudió en la Universidad Curtin y se entrenó en el Western Australian Academy of Performing Arts, "WAAPA", de donde se graduó en 2005. 
Desde 2015 sale con la actriz australiana Ashley Ricardo.

## Carrera
Tiene una compañía llamada Small Things Productions, la cual fundó junto a los actores Sophie Ross y Adam Booth.
En 2006 apareció como personaje recurrente en la exitosa serie australiana Home and Away, donde interpretó al joven  Rocco Cooper hasta 2007.
En 2010 apareció en un episodio de la exitosa miniserie producida por Steven Spielberg, The Pacific, donde interpretó al private Cecil Evans. Ese mismo año apareció como personaje recurrente en la serie australiana Rush, donde interpretó a James Vincent. En 2011 apareció en la minsiserie Paper Giants: The Birth of Cleo, donde interpretó a Andrew Cowell. En 2012 se unió al elenco principal de la comedia serie A Moody Christmas, donde interpretó a Dan Moody.

## Filmografía

### Series de televisión
| Año         | Título                          | Personaje           | Notas                                      |
| ----------- | ------------------------------- | ------------------- | ------------------------------------------ |
| 2018        | Dead Lucky                      | Corby Baxter        | 4 episodios                                |
| 2016 - 2017 | The Wrong Girl                  | Pete Barnett        | 18 episodios                               |
| 2016        | You & Me                        | -                   | -                                          |
| 2015        | 8MMM Aboriginal Radio           | Jake                | 6 episodios                                |
| 2014        | The Moodys                      | Dan Moody           | 8 episodios                                |
| 2014        | Rake                            | Paul Wendon         | 4 episodios                                |
| 2012        | A Moody Christmas               | Dan Moody           | 6 episodios                                |
| 2010, 2011  | Rush                            | James Vincent       | 5 episodios - junto a Catherine McClements |
| 2011        | East West 101                   | Simon               | episodio "Transit of Venus"                |
| 2011        | Paper Giants: The Birth of Cleo | Andrew Cowell       | 2 episodios - miniserie                    |
| 2010        | The Pacific                     | Soldado Cecil Evans | miniserie - episodio "Basilone"            |
| 2006 - 2007 | Home and Away                   | Rocco Cooper        | junto a Kate Ritchie & Callan Mulvey       |
| 2006        | Tripping Over                   | Elliot              | 3 episodios                                |
| 2006        | All Saints                      | Jeff Weiss          | episodio "One for the Road"                |

### Películas
| Año  | Título                                                        | Personaje     | Notas                                                                             |
| ---- | ------------------------------------------------------------- | ------------- | --------------------------------------------------------------------------------- |
| 2014 | Parer's War                                                   | Terry Banks   | junto a Matthew Le Nevez, Luke Ford, Khan Chittenden, Nicholas Bell & Rob Carlton |
| 2013 | The Fragments                                                 | Joel          | corto - junto a Richard Carwin, Eamon Farren, Travis Jeffery y Camille Keenan     |
| 2011 | Colin the Dog's Fabulous Midnight Adventure and Another Story | Joven Giles   | corto junto a Peter McAllum                                                       |
| 2011 | Underbelly Files: The Man Who Got Away                        | Tim Fry       | junto a Toby Schmitz & Claire van der Boom                                        |
| 2011 | Happy Birthday                                                | Papá de Katey | prestó su voz para el personaje                                                   |
| 2009 | Mao's Last Dancer                                             | Gerente       | -                                                                                 |
| 2009 | Water                                                         | Ryan          | corto                                                                             |
| 2009 | Early Checkout                                                | Porter        | corto - junto a Dustin Clare                                                      |
| 2009 | 3 Acts of Murder                                              | George Lloyd  | junto a Luke Ford & Emma Booth                                                    |
| 2008 | Legacy                                                        | Donald        | corto - junto a James Fraser                                                      |
| 2007 | The Last Supper                                               | -             | corto                                                                             |
| 2007 | The Other Half                                                | Dean          | corto - junto a Laurence Coy                                                      |
| 2006 | Iron Bird                                                     | Thomas        | corto - junto a Dustin Clare                                                      |
| 2005 | Postcard Vernosti                                             | Donald        | corto                                                                             |
| 2003 | Brothers                                                      | Patty         | corto - junto a Dustin Clare                                                      |
| 2003 | The Shark Net                                                 | Richie        | -                                                                                 |
| 2003 | John 'Rocky' Robinson: Roll with the Punches                  | Mark Kingston | corto                                                                             |

### Director y escritor
| Año         | Serie/Películas                | Notas                                 |
| ----------- | ------------------------------ | ------------------------------------- |
| 2016        | You & Me                       | director y escritor                   |
| 2014        | Between Two Waves              | obra - escritor                       |
| 2013        | The Turning                    | director                              |
| 2011        | Slide                          | escritor - episodio # 1.8             |
| 2011        | Offspring                      | escritor - episodio "The Way You Are" |
| 2010 - 2011 | Spirited                       | 3 episodios - escritor                |
| 2010        | A Parachute Falling in Siberia | corto - director & co-escritor        |
| 2009        | Water                          | corto - coescritor                    |

### Teatro
| Año  | Obra                          | Personaje  | Director (a)   | Teatro                      | Notas                                                     |
| ---- | ----------------------------- | ---------- | -------------- | --------------------------- | --------------------------------------------------------- |
| 2013 | Other Desert Cities           | Trip Wyeth | Sam Strong     | Southbank Theatre           | junto a Sacha Horler, Robyn Nevin, John Gaden & Sue Jones |
| 2012 | Between Two Waves             | Daniel     | Sam Strong     | Stables Theatre             | junto a Chum Ehelepola, Rachel Gordon y Ashley Ricardo    |
| 2011 | Neighbourhood Watch           | -          | Simon Stone    | Belvoir St. Theatre         | junto a Stefan Gregory, Kris McQuade & Robyn Nevin        |
| 2011 | The Coming World              | -          | Caroline Craig | Darlinghurst Theatre        | junto a Cheree Cassidy                                    |
| 2009 | Ladybird                      | Dima       | Lee Lewis      | Belvoir St. Theatre Company | junto a Eamon Farren & Sophie Ross                        |
| 2008 | The Modern International Dead | -          | Chris Mead     | Stables Theatre             | junto a Colin Moody                                       |
| 2005 | The Tempest                   | -          | Kate Cherry    | Stables Theatre             | junto a Natalie Hoover & Penelope Jonas                   |
| 2005 | Electra                       | -          | Gillian Jones  | New Theatre                 | junto a Natalie Hoover & Renato Fabretti                  |

## Premios y nominaciones
| Año  | Categoría                                         | Premio                | Serie/Obra                | Resultado |
| ---- | ------------------------------------------------- | --------------------- | ------------------------- | --------- |
| 2012 | Television-Series (episodio "Living In Oblivion") | AWGIE Award           | Spirited                  | Pendiente |
| 2008 | Best Newcomer                                     | Sydney Theatre Awards | Modern International Dead | Nominado  |